# 陸檄
陸檄（1542年—？），字羽行，號冲臺，直隸蘇州府長洲縣人，明朝政治人物。

## 生平
隆慶四年（1570年）庚午科應天府鄉試第二名，萬曆二年（1574年）甲戌科會試第二十七名，登二甲第七名進士。本年授沛县知县，历官工部都水司郎中，九年六月升山西提学副使，十二年三月被御史丁此吕弹劾行欠端方，不称师儒之任，被改调用。

## 家族
曾祖陸鑅；祖父陸璋；父陸文聰。母褚氏。严侍下。弟桢、模、校。